# La Chapelle-Villars
La Chapelle-Villars ist eine französische Gemeinde mit 533 Einwohnern (Stand: 1. Januar 2022) im Département Loire in der Region Auvergne-Rhône-Alpes. Die Gemeinde gehört zum Arrondissement Saint-Étienne und ist Teil des Kantons Le Pilat. Die Einwohner werden Chapelards genannt.

## Geografie
La Chapelle-Villars liegt etwa 26 Kilometer ostnordöstlich von Saint-Étienne. Umgeben wird La Chapelle-Villars von den Nachbargemeinden Longes im Norden und Nordwesten, Condrieu im Osten und Nordosten, Vérin im Südosten, Chuyer im Süden sowie Pavezin im Westen.
La Chapelle-Villars liegt im Regionalen Naturpark Pilat. 

## Bevölkerungsentwicklung
| Jahr                       | 1962 | 1968 | 1975 | 1982 | 1990 | 1999 | 2006 | 2013 |
| -------------------------- | ---- | ---- | ---- | ---- | ---- | ---- | ---- | ---- |
| Einwohner                  | 205  | 209  | 227  | 223  | 262  | 333  | 508  | 534  |
| Quellen: Cassini und INSEE |      |      |      |      |      |      |      |      |

## Sehenswürdigkeiten
- Kirche Saint-Joseph
- Kapelle auf dem Berg Monnet, 1872 erbaut
- Schloss des Marschalls von Villars aus dem 16./17. Jahrhundert, seit 1978 Monument historique

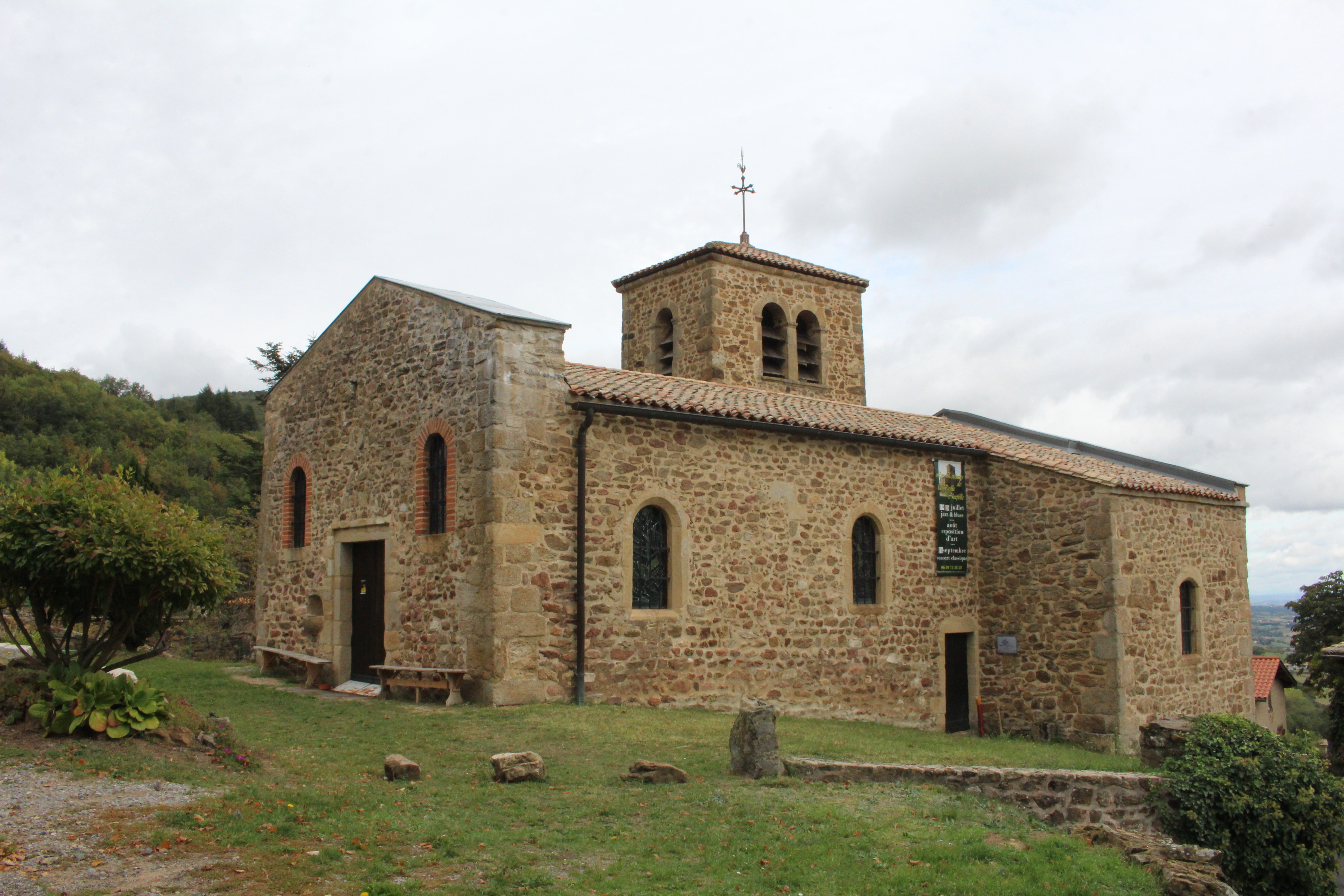
Kapelle Sainte-Marguerite